# Muscopteryx costalis
Muscopteryx costalis là một loài ruồi trong họ Tachinidae.